# 车凌蒙克
车凌蒙克（？—1757年），又作策凌蒙克，清朝卫拉特杜尔伯特部台吉。
达赖泰什弟弟保伊勒登的孙子，伯布什的儿子，车凌的从叔。1753年（乾隆十八年），因为准噶尔的侵攻，他和车凌、车凌乌巴什率三千户归附清朝。次年，到承德避暑山庄晋见乾隆帝。受赐宴万树园，受封多罗贝勒，所部全部编入旗分佐领，授为副盟长。1755年，车凌蒙克随西路军征达瓦齐，为参赞大臣。五月，平定伊犁后，进封多罗郡王，督属众驻伊犁。1756年驻牧区迁徙到额尔齐斯、乌兰古木，成为科布多杜尔伯特中旗之祖（杜尔伯特中旗郡王）。子齐墨克、巴雅勒当、博斯和勒。